# Schokoladensalami

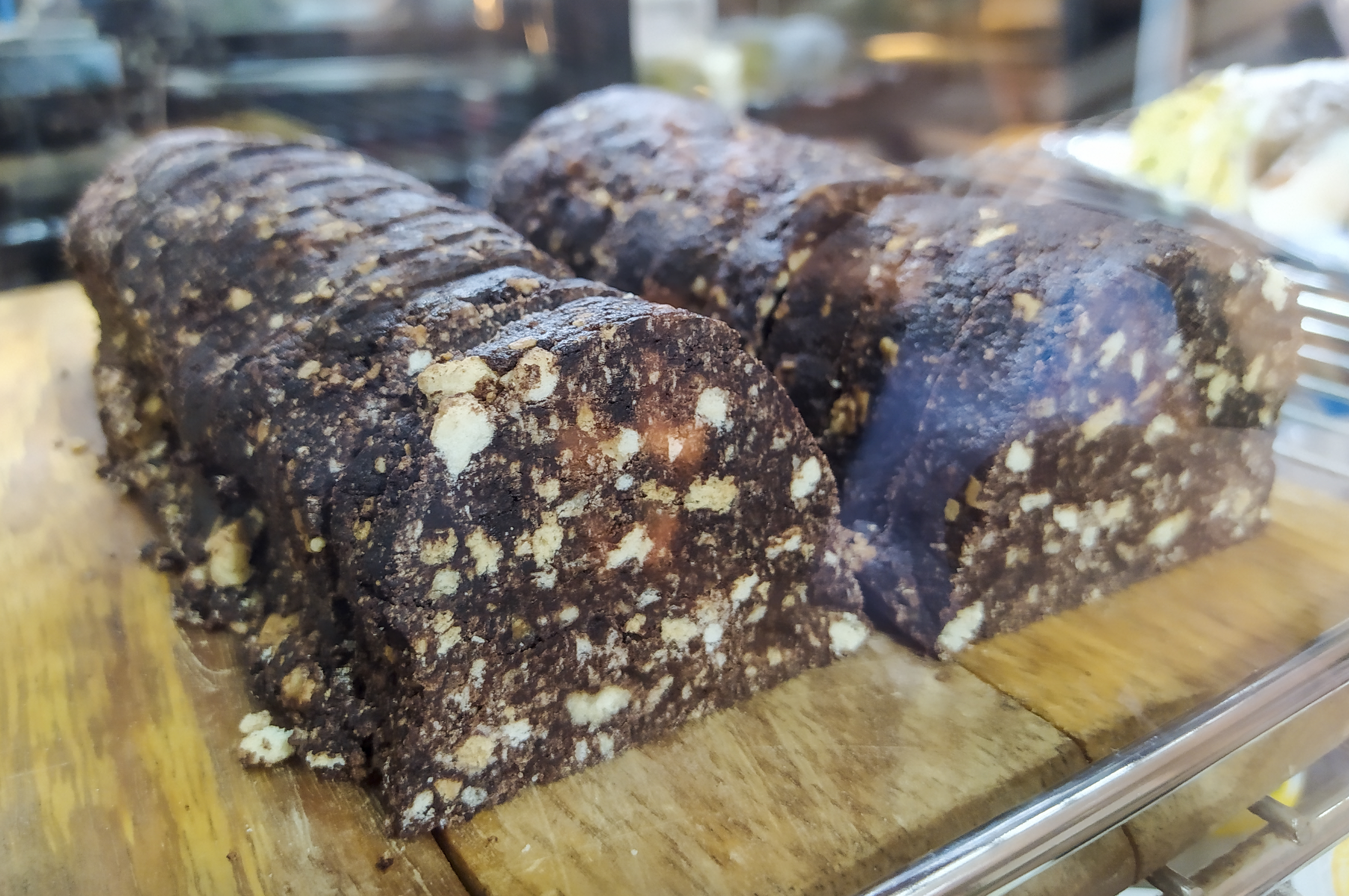
Schokoladensalami

Schokoladensalami (auch Schokosalami oder Schokoladenwurst und andere Umschreibungen) ist eine Zuckerware, die aufgrund ihrer Form und Aufmachung einer Salami ähnelt.

## Herstellung
Schokoladensalami wird mancherorts aus einer Masse aus Schokolade sowie Butterkeksen, Butter, Nüssen, Trockenfrüchten u. a. zubereitet, die zu einer Rolle geformt und nach dem Kühlen in Scheiben geschnitten wird.
Nach anderen Rezepten – vor allem in Italien (ital. salame al cioccolato, salame dolce, im Piemont: salame del papa) – werden Butter, Eier, Zucker und Kakaopulver anstelle von Schokolade verarbeitet, außerdem wird die Schokoladenwurst in Puderzucker gewälzt und mit einer Schnur gebunden, was an Salamis mit Edelschimmel erinnert.

## Geschichte
Rezepte für Zuckerware als Wurstnachbildung (aus Mandeln und Zucker, mit „Chocolate“ bestrichen oder Zucker bestreut) wurden in deutschen Kochbüchern Anfang des 19. Jahrhunderts unter wechselnden Namen veröffentlicht: Servelatewurst mit Mandeln (1810 in Wien), Salami-Würst oder Salamiwurst (1804 / 1818 in Linz), Zuckersalami (1844 Leipzig / Pesth), Salamiwurst (1851 München) und erst 1890 in Graz als „Falsche Salami“.
Ein Rezept für chocolate sausage (deutsch: Schokoladenwurst) wird 1903 in Milwaukee im Kochbuch The Settlement Cook Book: The Way to a Man’s Heart eingestellt.
Schokoladenwürstchen wurden auch für medizinische Zwecke oder als Soldatenproviant hergestellt.